# Ignaz David von Stroynowski
Ignaz David (seit 1852: Ritter) von Stroynowski (* 1804; † 3. Oktober 1877) war ein österreichischer Verwaltungsjurist und Richter.

## Leben
Stroynowski entstammt dem alten polnischen Adelsgeschlechte Strzemi. Er war der Sohn des früh verstorbenen Beamten der Staatsdomäne Cuniów, Ignaz von Stroynowski. Er studierte ab 1823 an der Universität Lemberg Rechtswissenschaft und schloss das Studium 1831 mit der Promotion zum Dr. jur. ab. 
Ab 1825 war er Konzeptspraktikant bei der galizischen k. k. Kammer-Procuratur in Lemberg. Dort stieg er 1834 zum Fiscal-Adjuncten und 1840 zum galizischen Landrat auf. 1847 wechselte er als galizischen Appellationsrat an das Appellationsgericht Lemberg. Nach der Märzrevolution wurde er 1849 zum Ministerialrat im Wiener Justizministerium. 1853 stieg er zum Präsidenten des Oberlandesgerichtes Krakau auf und wechselte 1854 als Präsident zum neu gegründeten Oberlandesgericht Lemberg.
Mit allerhöchster Entschließung vom 18. November 1850 erhielt er das Ritterkreuz des Österreichisch-kaiserlichen Leopold-Ordens und wurde 1852 in den erblichen Ritterstand erhoben. Als Präsident des Oberlandesgerichtes in Lemberg bildete er Karl Ludwig von Österreich in dem Gebiet des Zivilrechts aus. 1859 wurde er zum wirklichen geheimen Rat ernannt. 1867 ging er in den Ruhestand und Emanuel Heinrich Komers von Lindenbach übernahm die Aufgabe des OLG-Präsidenten. 1876 wurde er zum Mitglied des neugeschaffenen Staatsgerichtshofes gewählt, dem er bis zu seinem Tod angehörte.